# Abdalla Hamdok
Abdalla Hamdok (Al-Dibaibat, Kordofán régió, 1956 –) szudáni közgazdász, politikus, miniszterelnök (2019–2021, 2021–2022).

## Élete
Kordofan régióban született 1956-ban, amely akkor az ország középső területe volt, de Dél-Szudán 2011-es önállóságát követően határövezetté vált. Kartúmban szerzett közgazdászdiplomát, majd 1978-ban az angliai Manchesterbe került, ahol mesterfokozatot szerzett, és ledoktorált.
A szudáni pénzügyminisztérium helyezkedett el, és egészen addig itt dolgozott, amíg Omar el-Basír – tisztek egy csoportjának az élén – az 1989-es puccsal hatalomra nem került. Ekkor elbocsátották állásából, mivel nem tartozott az új állvezetés katonai-iszlamista köréhez. A következő három évtizedet – brit állampolgársággal is rendelkezve – különböző nemzetközi pozíciókban töltötte. 2001-től az Egyesült Nemzetek Szervezete Afrikai Gazdasági Bizottságának (ECA) alkalmazásában állt, s közben Afrika demokratikus átmenetéről és gazdasági szerkezetátalakításáról könyveket is írt.
2018-ban az elszigetelt és a csőd szélére sodródott ország pénzügyminiszterévé nevezte volna ki az elnök, azonban ezt erkölcsi okok miatt nem vállalta. Egy évvel később, amikor arab felkelések újabb hulláma során az ország hadserege elmozdította hivatalából el-Basír elnököt, neve ismét felmerült, de ekkor már mint lehetséges kormányfőjelölt. Az ellenzéknek sikerült megállapodnia a hadsereggel a hatalom megosztásáról, melynek eredményeként – az országot irányító Átmeneti Katonai Tanács (TMC) előtt – 2019. augusztus 21-én letette a miniszterelnöki esküt, két héttel később (szeptember 5.) pedig megalakította kormányát, melyben négy nő is helyet kapott.
Miniszterelnöksége kezdetén hozzálátott a régi rendszer maradványainak felszámolásához. 2019-ben eltörölték a nők öltözködését, tanulását, munkába állását és mozgását korlátozó törvényeket, 2020-ban pedig betiltották a női nemi szer csonkítását. Személyesen látogatott el a törzsi lázongások helyszínére, és piacbarát reformokat vezetett be. 2020 januárjában a szudáni hírszerzés (NISS) el-Basírhoz hű katonáinak egy csoportjának fegyveres lázadását követően, márciusában ismeretlen fegyveresek sikertelen pokolgépes merényletet kíséreltek meg ellene.
2020. augusztus 31-én Jubában – Abd el-Fattáh el-Burhán tábornokkal, a szudáni civil-katonai „szuverén tanács” vezetőjével közösen – aláírta azt a békemegállapodást az öt kulcsfontosságú dárfúri lázadócsoporttal, amely véget vethet a tizenhét éve zajló szudáni polgárháborús konfliktusnak.
2021. október 25-én a hadsereg átvette a hatalmat az országban és feloszlatta a katonai-civil tanácsot, valamint az átmeneti kormányt, több vezetőt őrizetbe vettek és magát, Hamdokot is házi őrizetbe zárták. Az ország vezetését el-Burhán tábornok vette át. Alig egy hónappal később, november 21-én visszahelyezték hivatalába. A novemberi megállapodás szerint a hatalomba visszaengedett Hamdoknak – aki a vérontás megfékezése érdekében vállalta a visszatérést, és ami miatt sok híve csalódott benne – egy szakértői kormányt kellett volna vezetnie a választásokig, de nem volt tisztázott, mennyi hatalma maradna a katonáknak az átalakulás után. Visszahelyezése még egy hónappal később sem tudta megfékezni a még októberben kirobbant utcai megmozdulásokat, melyen a tüntetők azt követelték, hogy a hadsereg teljesen vonuljon ki a politikából.
Az események hatására, az újév második napján – arra hivatkozva, hogy nem tudott kormányt alakítani, ezért átadja a lehetőséget annak, aki képes véghezvinni a „civil demokratikus országhoz” vezető átmenetet – bejelentette lemondását (január 2.).